# Sucha Góra
Sucha Góra (česky Suchá hora, německy Dürrerberg) je hora na polské straně Krkonoš na severní rozsoše Malého Šišáku, od jehož vrcholu je vzdálena 2 km. Nachází se 6,5 km severoseverozápadně od Špindlerova Mlýna a 8 km západně od Karpacze.
Ve vrcholové části hory jsou četná a rozlehlá skaliska.

## Přístup
Vrchol leží mimo území národního parku, takže je přístupný i po neznačených cestách. Nejjednodušší přístup z české strany vede od Špindlerovy boudy, kde z hlavní červeně značené hřebenové cestě česko-polského přátelství odbočuje na sever modrá značka, od které po 500 m odbočuje doprava neznačená cesta. Z ní po dalších 1300 m odbočuje doleva pěšina, která po 300 m končí přímo na vrcholu. Celková vzdálenost od Špindlerovky na vrchol je tedy 2 km.

## Galerie

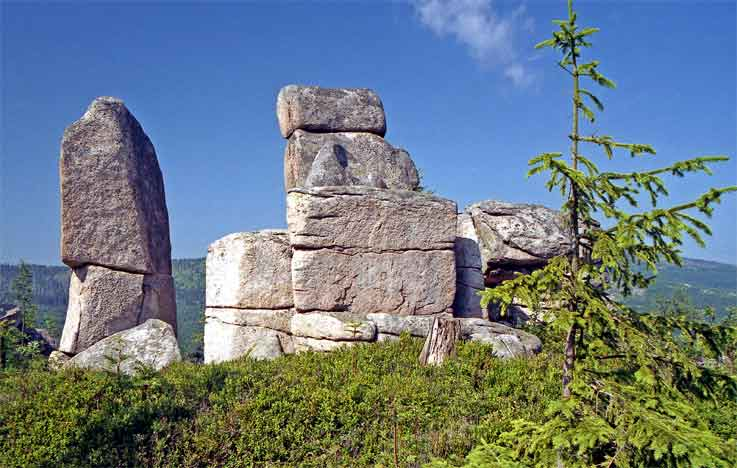
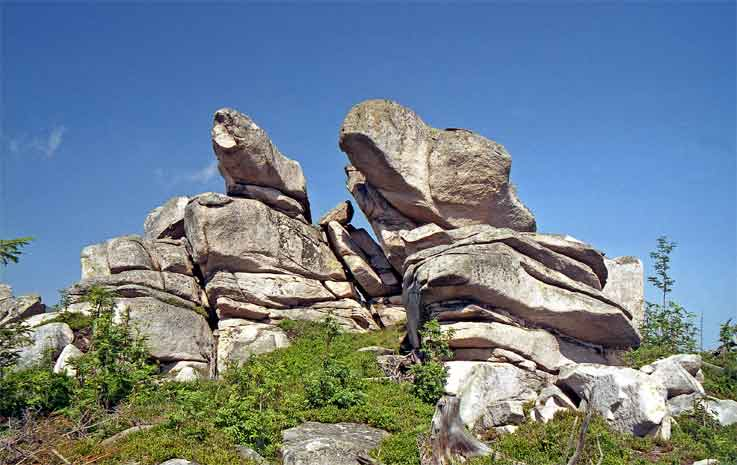
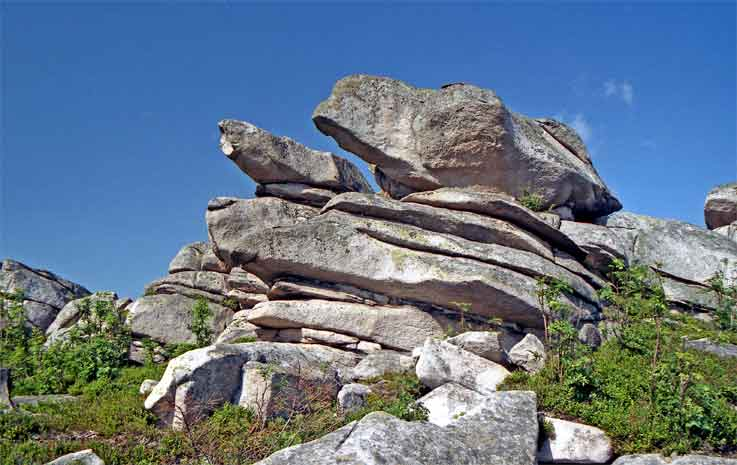